# 捕縄術
捕縄術（ほじょうじゅつ/とりなわじゅつ）は、日本の武術の一つ。敵を縄で捕縛・緊縛する技術である。

## 歴史
江戸時代には捕手術の一環として盛んに用いられていたことから、各地に様々な流派が伝承されていた。明治維新後も警察機構において積極的に教えられていたが、昭和時代に手錠の普及により必要性がなくなったことから、現在では逮捕術の科目から外されている。逮捕されることを「お縄」というのは捕縄術に由来する。現在、捕縄術を単独で継承する流派はほとんどなく、柔術や杖術の流派において半ば失伝した状態で併伝されている程度である。

## 技法
取り押さえた敵を素早く拘束する『早縄』、形式・儀式的に用いる『本縄』、緊縛による拷問を加えるための『拷問縄』、これら縄術で緊縛された状態から脱出する『縄抜け』『破縄術』に大別される。用いる縄の太さや長さ、材質は、流派や用途によって大きく異なる。江戸町奉行所では四季で縄の色を変えていた。
早縄には、十手術や柔術で相手を制圧した後に拘束する技術だけでなく、縄を武器にした様々な戦闘術も組み入れられている。手早く拘束するために、縄の先端にあらかじめ鉄環や鉤爪を取りつけている場合も多い。本縄は主に犯罪者の護送・謁見の際に用いられ、身分や職業、性別、用途によってそれぞれ異なる縛り方が用意されている。

## 主な流派
江戸時代には150以上の流派があった。
まだ挙げられていない流派も多く存在する。
- 荒木流
- 一達流
- 一角流
- 制剛流
- 佛体流
- 梶原流
- 猪谷流
- 方圓流
- 武衛流
- 竹内流
- 天下無双眼心流
- 本覚無雙流
- 夢想賢心流
- 日域無雙一覺流
  - 黒川流小具足廻
- 天下無双流
- 浅山一伝流
- 至心流
- 難波一甫流
- 理極流
- 心極流
- 清心流
- 常慎流
- 高木流
- 須田流
- 佐々木流
- 劍徳流
- 大正流
- 新影治源流
- 新影新抜流
- 笹井流
- 楊心流
- 石黒流
- 真之神道流
- 真蔭流
- 柴真揚流
- 一乗不二流
- 大学流
- 立身流
- 為我流
- 神道六合流
- 地間戸流
- 不変流
- 源海流
- 諸賞流
- 養心流
- 壹佐流